# Топи (млекопитающее)
То́пи, или антилопа топи, или сассаби, или корригум (лат. Damaliscus lunatus) — африканская антилопа семейства полорогих.

## Описание
Её шерсть на верхней части тела красно-коричневого цвета с пурпурным отливом, конечности темнее, также как и плечи и голова. Высота в холке составляет 120 см, вес — 130 кг. У представителей обоих полов есть изогнутые рога. Оба рога произрастают из общей основы и создают впечатление лиры либо полумесяца.

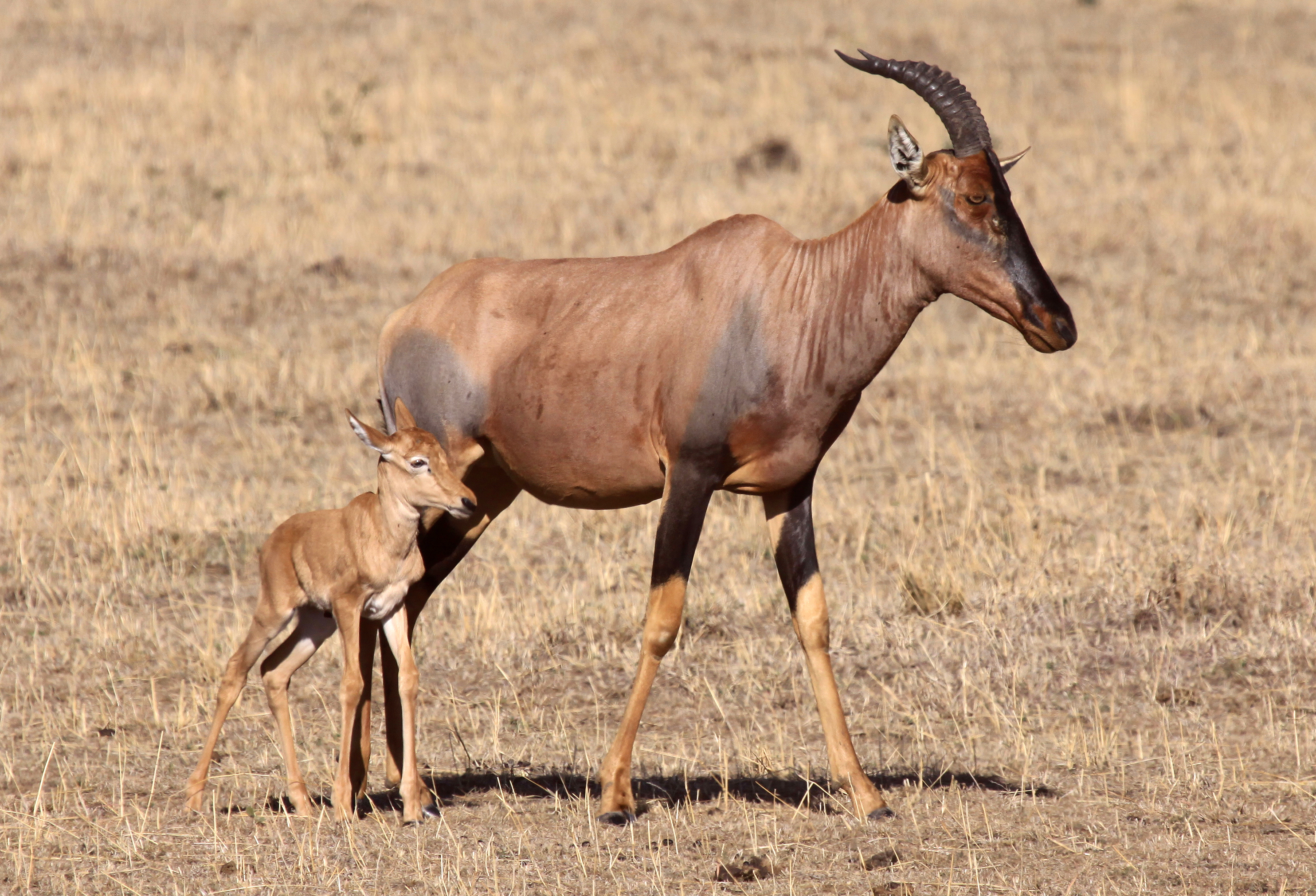
Топи (Damaliscus korrigum — северный подвид)

Будучи травоядными животными, топи предпочитают открытые саванны. Как правило, эти антилопы передвигаются медленно, однако убегая от хищника могут достигать скорость до 70 км/ч. При этом они совершают характерные, сильно кивающие движения головы.
Топи живут в небольших стадах, состоящих из доминантного самца и в среднем восьми самок, а также их детёнышей. Молодые самцы в возрасте года изгоняются из стада, в то время как молодые самки, как правило, остаются. В первые годы жизни молодые самцы образуют собственные холостяцкие стада, которые вновь распадаются, когда его члены достигают четырёхлетнего возраста и в состоянии быть предводителями смешанного стада. Доминантные самцы обороняют своё стадо от чужаков. Как правило, достаточно угрожающих жестов, чтобы решить соперничество двух самцов. В отдельных случаях, однако, дело доходит до серьёзных поединков, в ходе которых применяются и рога. Самцы, которые после таких поединков изгоняются из стада, доживают свою жизнь в одиночку.

## Систематика

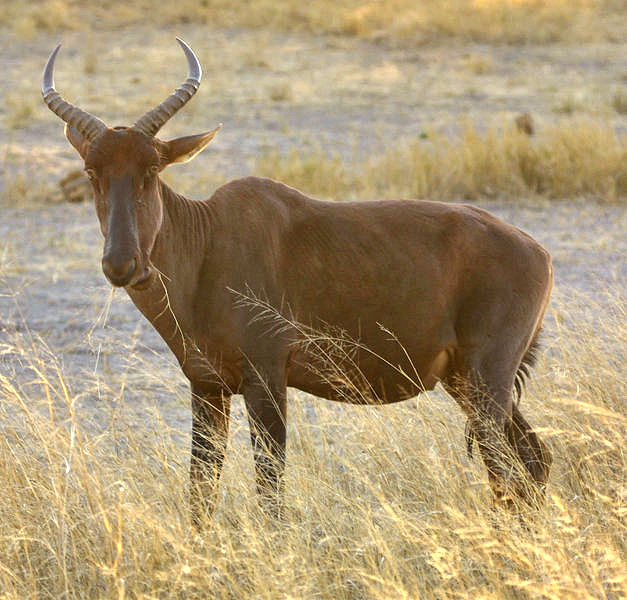
Южный подвид — сассаби

Внутренняя систематика топи до сих пор не окончательно установлена. В их крупном ареале традиционно различаются следующие подвиды:
- Топи (D. l. topi) — наиболее известный подвид, населяющий саванны Восточной Африки;
- Сассаби[1] (D. l. lunatus)— номинативный подвид, Южная Африка;
- Корригум (D. l. korrigum) — Западная Африка;
- Тианг (D. l. tiang) — Чад и Центральноафриканская Республика;
- Джимела (D. l. jimela) — регион больших озёр.

Wilson & Reeder (2005) разделяют топи на следующие три вида:
- Damaliscus korrigum — северные подвиды (топи, корригум, джимела. Тианг подвидом не признаётся).
- Damaliscus lunatus — южный подвид сассаби.
- Damaliscus superstes — популяция в Замбии, признанная в 2003 году отдельным подвидом.

Хирола, ранее иногда рассматривавшаяся как подвид топи, сегодня считается отдельным видом.